# Briarcliff Manor (New York)
Briarcliff Manor è un comune degli Stati Uniti d'America, nella contea di Westchester, nello Stato di New York.
Secondo il censimento del 2000 vi abitavano 7,867 persone: il 86,4% della popolazione era bianca, il 3,4% afroamericana, lo 0,1% nativa americana, il 6,9% asiatica e il 2% di due o più etnie.